# 寶麗金 (臺灣)
寶麗金唱片股份有限公司（英語：PolyGram Records Ltd.），又稱台灣寶麗金，是台灣一間已結業的唱片公司，為原國際六大唱片集團之一的寶麗金台灣子公司。
成立於1989年的寶麗金是最早進入台灣市場的國際唱片公司，在台灣的經營成績及市場佔有率是當時國際六大唱片集團中的佼佼者。隨著母公司寶麗金集團在1998年於被加拿大西格集團收購，台灣寶麗金則在1999年正式併入台灣環球音樂，品牌名稱未獲保留。

## 發展歷史
1977年，寶麗金集團開始授權歌林唱片於台灣代理發行旗下歌手的音樂產品；1985年，寶麗金集團改與齊飛實業合作。1989年，寶麗金藉由併購合作四年的齊飛實業，正式成立台灣寶麗金，並陸續收購飛羚唱片、王振敬公司（東尼機構台灣分公司）、綜一公司、金聲唱片、天王企業等本土唱片公司，將藍心湄、楊林、童安格、張鎬哲等知名歌手納入旗下。
1991年10月21日至1994年10月9日，臺灣寶麗金在衛視中文台開設日播節目《宝丽金至尊金曲》，前者內容是純打歌，後者內容是臺灣寶麗金歌手的訪談和玩遊戲。
由於擁有結合兩岸三地所屬歌手的的豐厚資源，台灣寶麗金藉由精準的行銷策略陸續成功打響譚詠麟、張學友、陳曉東、鄭中基等香港藝人的台灣知名度，在經營成績及市場佔有率方面皆是當時國際六大唱片集團中的佼佼者。寶麗金集團於1992年及1997年，藉由股權收購入主福茂唱片及上華唱片，但仍繼續以原有品牌經營。
1998年，寶麗金集團被加拿大西格集團收購，並與西格集團旗下的環球唱片合併。台灣寶麗金則於1999年正式與台灣環球音樂合併，寶麗金品牌並未保留，部分旗下歌手的合約轉由環球音樂及同時被併入的上華唱片接手。

## 旗下廠牌
- 飛利浦（Philips）
- 寶麗多（Polydor）
- 台灣正東唱片（1996年7月由香港正東唱片在台與開麗創意組合經紀合資設立），後因金融危機撤資

## 歌手列表（1989－1998）

### 男
- 費翔（1984年－1985年）
- 劉文正（1982年－1984年）
- 馬尚仁（1984年－1986年）收購綜一唱片取得合約, 1986年合約期滿, 1994年復出轉至友善的狗
- 李恕權（1984年－1987年）1996年退出樂壇
- 羅時豐（1986年－1991年）收購飛羚唱片取得合約，1992年合約轉至名冠唱片
- 童安格（1985年－1996年）1996年合約轉至點將唱片
- 林壯維（1990年－1991年）收購飛羚唱片取得合約, 1991年退出樂壇
- 周治平（1990年－1996年）1996年退居幕後
- 高明駿（1993年－1996年）1996年退出樂壇
- 金城武（1992年－1994年）年代唱片發行合約，1994年發行合約轉至科藝百代
- 張鎬哲（1987年－1992年）1992年自設兩把刷子音樂工作室並轉至波麗佳音
- 林東松（1995年－1997年）1997年退居幕後
- 鄧廣福（1995年－1998年）1998年服兵役
- 畢國勇（1997年－1998年）1998年退居幕後
- 張洪量（1994年－1996年）經理人公司為解析音樂，1997年合約轉至滾石唱片
- 陳加洛（1991年－1993年）1993年退出樂壇
- 李恩邦（1991年－1993年）1993年合約轉至歌林唱片
- 吳百倫（1993年－1994年）
- 胡瓜（1990年－1995年）
- 洪榮宏（1991年－1994年）羅飛音樂製作公司發行合約，1994年發行合約轉至真善美唱片
- 何家勁（1988年－1994年）1994年轉到藝能動音
- 何潤東（1998年－1999年）1999年被環球唱片集團收購，合約亦轉至環球唱片
- 鄭中基（1995年－1999年）小島音樂為製作公司，合約轉到環球唱片，2001年轉到上華唱片，2003年轉到金牌娛樂

### 女
- 甄秀珍（1987年），1988年退出樂壇。
- 歐陽菲菲（1980年－1990年）金聲唱片代理，1990年合約轉至派森音樂,1993年合約轉至飛碟唱片。
- 湯蘭花（1983年－1986年）金聲唱片代理，1988年合約轉至歌林唱片。
- 苏芮（1981年－1983年）出道時用「蘇君麗」這個名字，1983年合約轉至飛碟唱片。
- 黃鶯鶯（1982年－1986年）收購金聲唱片取得合約，1986年合約轉至飛碟唱片。
- 楊林（1989年－1997年）收購綜一唱片取得合約, 1997年合約轉至非常喜實業。
- 藍立平（1982年－1991年）收購綜一唱片取得合約,1992年退出樂壇。
- 鄧麗君（1983年－1995年）曾找過歌林唱片、金聲唱片、齊飛唱片代理，1995年逝世。
- 藍心湄（1991年－1995年）收購飛羚唱片取得合約，1996年合約轉至新力音樂。
- 徐仲薇（1984年－1989年）收購飛羚唱片取得合約，1992年轉投科藝百代，1996年轉投點將唱片。
- 況明潔（1985年－1992年）1992年退出樂壇。
- 張秀卿（1991年）收購飛羚唱片取得合約，1992年轉投鋒林音樂，1995年轉投鄉城唱片，1996年轉投巨石音樂，1999年轉投神采音樂。
- 黃雅珉（1985年－1993年）1994年合約轉至科藝百代。
- 鄭華娟（1986年－1987年）1987年合約轉至滾石唱片，1995年復出轉投飛碟唱片。
- 堂娜（1986年－1988年）1988年合約轉至喜瑪拉雅唱片。
- 何如惠（1989年－1992年）1992年退出樂壇。
- 李傲梅（1989年－1991年）出版一張國語專輯會說謊的眼睛
- 天李(林雅璇)（1988年－1989年）出版兩張國語專輯流浪的愛，抒情的遊戲
- 金素梅（1990年－1994年）1994年退出樂壇。
- 李明依（1992年－1993年）有容唱片發行合約，1993年發行合約轉至歌林唱片。
- 金元萱（1993年－1996年）限華語合約，1997年返韓發展。
- 林嘉欣（1995年－1999年）經理人公司為解析音樂；1999年被環球唱片集團收購，合約亦轉至環球唱片，經理人合約轉至小島音樂
- 趙詠華（1996年－1998年）經理人公司為小島音樂，1999年合約轉至滾石唱片。
- 林佳儀（1998年－1999年）1999年被環球唱片集團收購，合約亦轉至環球唱片
- 伊雪莉（1998年－1999年）經理人公司為海蝶音樂；1999年被環球唱片集團收購，合約亦轉至環球唱片
- 蔡健雅（1998年－1999年）1999年被環球唱片集團收購，合約亦轉至環球唱片

### 組合
- 城市少女（1985年－1990年）1990年解散，況明潔、黃雅珉單飛發展
- 中堅份子（1997年－1998年）1999年解散
- 超仁（1997年－1998年）1999年解散
- 糯米團（1994年－1997年）經理人公司為小島音樂，1999年合約轉至魔岩唱片